# Toleranztabellen nach ISO 2768
Die Toleranztabellen sind ein Auszug aus der Normenreihe ISO 2768, welche auch als DIN-Norm vorliegt. Die ISO 2768 besteht aus zwei Teilen. Teil 1 beschäftigt sich mit den Allgemeintoleranzen für Längen- und Winkelmaße ohne einzelne Toleranzeintragung. Teil 2 normte Toleranzen für Form und Lage ohne einzelne Toleranzeintragung, dieser Teil wurde 2021 durch die ISO 22081 ersetzt.
Mit der Freigabe der ISO 22081 wird damit die ISO 2768-2 ohne Datumsangabe auf allen bestehenden Zeichnungen ersetzt. Dies kann dort nur durch Datumsergänzung „ISO 2768-2:1989“ verhindert werden.

## Allgemeintoleranzen nach ISO 2768-1

### Tabelle 1 Grenzabmaße für Längenmaße außer für gebrochene Kanten
Längenmaße beinhalten z. B. Außen-, Innen-, Absatzmaße, Durchmesser, Radien, Abstandsmaße...
| Toleranz- klasse | Grenzabmaße in mm für Nennmaßbereich | Grenzabmaße in mm für Nennmaßbereich | Grenzabmaße in mm für Nennmaßbereich | Grenzabmaße in mm für Nennmaßbereich | Grenzabmaße in mm für Nennmaßbereich | Grenzabmaße in mm für Nennmaßbereich | Grenzabmaße in mm für Nennmaßbereich | Grenzabmaße in mm für Nennmaßbereich | Grenzabmaße in mm für Nennmaßbereich | Grenzabmaße in mm für Nennmaßbereich |
| Toleranz- klasse | bis 0,5                              | 0,5 bis 3                            | über 3 bis 6                         | über 6 bis 30                        | über 30 bis 120                      | über 120 bis 400                     | über 400 bis 1000                    | über 1000 bis 2000                   | über 2000 bis 4000                   | über 4000 bis 8000                   |
| f (fein)         | siehe unten                          | ± 0,05                               | ± 0,05                               | ± 0,10                               | ± 0,15                               | ± 0,2                                | ± 0,3                                | ± 0,5                                | -                                    | -                                    |
| m (mittel)       | siehe unten                          | ± 0,10                               | ± 0,10                               | ± 0,20                               | ± 0,30                               | ± 0,5                                | ± 0,8                                | ± 1,2                                | ± 2                                  | ± 3                                  |
| c (grob)         | siehe unten                          | ± 0,20                               | ± 0,30                               | ± 0,50                               | ± 0,80                               | ± 1,2                                | ± 2,0                                | ± 3,0                                | ± 4                                  | ± 5                                  |
| v (sehr grob)    | siehe unten                          | -                                    | ± 0,50                               | ± 1,00                               | ± 1,50                               | ± 2,5                                | ± 4,0                                | ± 6,0                                | ± 8                                  | ± 12                                 |

Bei Nennmaßen unter 0,5 mm sind die Grenzabmaße direkt am Nennmaß anzugeben.
Die Nennmaßbereiche beziehen sich immer auf die Nennmaße ohne Abzug oder Zuschlag jeglicher Toleranzen.

### Tabelle 2 Grenzabmaße für gebrochene Kanten (Rundungshalbmesser und Fasenhöhen)
Gebrochene Kanten sind nur Radien/Fasen, die in einem nachgelagerten Arbeitsgang angebracht werden können und nicht für die geometrische Beschreibung notwendig sind. Die gebrochene Kante kommt noch von der konventionellen Fertigung, als die Teile vorgedreht wurden und nachträglich alle „Kanten“ gebrochen wurden.
| Toleranzklasse | Grenzabmaße in mm für Nennmaßbereich in mm | Grenzabmaße in mm für Nennmaßbereich in mm | Grenzabmaße in mm für Nennmaßbereich in mm | Grenzabmaße in mm für Nennmaßbereich in mm | Grenzabmaße in mm für Nennmaßbereich in mm | Grenzabmaße in mm für Nennmaßbereich in mm |
| Toleranzklasse | bis 0,5                                    | 0,5 bis 3                                  | über 3 bis 6                               | über 6 bis 30                              | über 30 bis 120                            | über 120 bis 400                           |
| f (fein)       | siehe unten                                | ± 0,2                                      | ± 0,5                                      | ± 1,0                                      | ± 2,0                                      | ± 4,0                                      |
| m (mittel)     | siehe unten                                | ± 0,2                                      | ± 0,5                                      | ± 1,0                                      | ± 2,0                                      | ± 4,0                                      |
| c (grob)       | siehe unten                                | ± 0,4                                      | ± 1,0                                      | ± 2,0                                      | ± 4,0                                      | ± 8,0                                      |
| v (sehr grob)  | siehe unten                                | ± 0,4                                      | ± 1,0                                      | ± 2,0                                      | ± 4,0                                      | ± 8,0                                      |

Bei Nennmaßen unter 0,5 mm sind die Grenzabmaße direkt am Nennmaß anzugeben.

### Tabelle 3 Grenzabmaße für Winkelmaße
| Toleranzklasse | Grenzabmaße in Winkeleinheiten für Nennmaßbereich des kürzesten Schenkels in mm | Grenzabmaße in Winkeleinheiten für Nennmaßbereich des kürzesten Schenkels in mm | Grenzabmaße in Winkeleinheiten für Nennmaßbereich des kürzesten Schenkels in mm | Grenzabmaße in Winkeleinheiten für Nennmaßbereich des kürzesten Schenkels in mm | Grenzabmaße in Winkeleinheiten für Nennmaßbereich des kürzesten Schenkels in mm |
| Toleranzklasse | bis 10                                                                          | über 10 bis 50                                                                  | über 50 bis 120                                                                 | über 120 bis 400                                                                | über 400                                                                        |
| f (fein)       | ± 1°                                                                            | ± 30'                                                                           | ± 20'                                                                           | ± 10'                                                                           | ± 5'                                                                            |
| m (mittel)     | ± 1°                                                                            | ± 30'                                                                           | ± 20'                                                                           | ± 10'                                                                           | ± 5'                                                                            |
| c (grob)       | ± 1° 30'                                                                        | ± 1°                                                                            | ± 30'                                                                           | ± 15'                                                                           | ± 10'                                                                           |
| v (sehr grob)  | ± 3°                                                                            | ± 2°                                                                            | ± 1°                                                                            | ± 30'                                                                           | ± 20'                                                                           |

## Allgemeintoleranzen nach ISO 2768-2

### Tabelle 1 Allgemeintoleranzen für Geradheit und Ebenheit
| Toleranzklasse | Allgemeintoleranzen für Geradheit und Ebenheit in mm für Nennmaßbereich mm | Allgemeintoleranzen für Geradheit und Ebenheit in mm für Nennmaßbereich mm | Allgemeintoleranzen für Geradheit und Ebenheit in mm für Nennmaßbereich mm | Allgemeintoleranzen für Geradheit und Ebenheit in mm für Nennmaßbereich mm | Allgemeintoleranzen für Geradheit und Ebenheit in mm für Nennmaßbereich mm | Allgemeintoleranzen für Geradheit und Ebenheit in mm für Nennmaßbereich mm |
| Toleranzklasse | bis 10                                                                     | über 10 bis 30                                                             | über 30 bis 100                                                            | über 100 bis 300                                                           | über 300 bis 1000                                                          | über 1000 bis 3000                                                         |
| H              | 0,02                                                                       | 0,05                                                                       | 0,1                                                                        | 0,2                                                                        | 0,3                                                                        | 0,4                                                                        |
| K              | 0,05                                                                       | 0,1                                                                        | 0,2                                                                        | 0,4                                                                        | 0,6                                                                        | 0,8                                                                        |
| L              | 0,1                                                                        | 0,2                                                                        | 0,4                                                                        | 0,8                                                                        | 1,2                                                                        | 1,6                                                                        |

### Tabelle 2 Allgemeintoleranzen für Rechtwinkligkeit
| Toleranzklasse | Allgemeintoleranzen für Rechtwinkligkeit in mm für Nennmaßbereich mm | Allgemeintoleranzen für Rechtwinkligkeit in mm für Nennmaßbereich mm | Allgemeintoleranzen für Rechtwinkligkeit in mm für Nennmaßbereich mm | Allgemeintoleranzen für Rechtwinkligkeit in mm für Nennmaßbereich mm | Allgemeintoleranzen für Rechtwinkligkeit in mm für Nennmaßbereich mm | Allgemeintoleranzen für Rechtwinkligkeit in mm für Nennmaßbereich mm |
| Toleranzklasse | bis 100                                                              | über 100 bis 300                                                     | über 300 bis 1000                                                    | über 1000 bis 3000                                                   |                                                                      |                                                                      |
| H              | 0,2                                                                  | 0,3                                                                  | 0,4                                                                  | 0,5                                                                  |                                                                      |                                                                      |
| K              | 0,4                                                                  | 0,6                                                                  | 0,8                                                                  | 1,0                                                                  |                                                                      |                                                                      |
| L              | 0,6                                                                  | 1,0                                                                  | 1,5                                                                  | 2,0                                                                  |                                                                      |                                                                      |

### Tabelle 3 Allgemeintoleranzen für Symmetrie
| Toleranzklasse | Allgemeintoleranzen für Symmetrie in mm für Nennmaßbereich mm | Allgemeintoleranzen für Symmetrie in mm für Nennmaßbereich mm | Allgemeintoleranzen für Symmetrie in mm für Nennmaßbereich mm | Allgemeintoleranzen für Symmetrie in mm für Nennmaßbereich mm | Allgemeintoleranzen für Symmetrie in mm für Nennmaßbereich mm | Allgemeintoleranzen für Symmetrie in mm für Nennmaßbereich mm |
| Toleranzklasse | bis 100                                                       | über 100 bis 300                                              | über 300 bis 1000                                             | über 1000 bis 3000                                            |                                                               |                                                               |
| H              | 0,5                                                           | 0,5                                                           | 0,5                                                           | 0,5                                                           |                                                               |                                                               |
| K              | 0,6                                                           | 0,6                                                           | 0,8                                                           | 1,0                                                           |                                                               |                                                               |
| L              | 0,6                                                           | 1,0                                                           | 1,5                                                           | 2,0                                                           |                                                               |                                                               |

### Tabelle 4 Allgemeintoleranzen für Lauf
Rundlauf und Planlauf
| Toleranzklasse | Allgemeintoleranzen für Lauf (Rundlauf und Planlauf) in mm |
| H              | 0,1                                                        |
| K              | 0,2                                                        |
| L              | 0,5                                                        |

### Allgemeintoleranzen für Rundheit
Die Allgemeintoleranz für Rundheit ist das Minimum aus Durchmessertoleranz und der Allgemeintoleranz für den Rundlauf.

### Allgemeintoleranzen für Parallelität
Die Allgemeintoleranz für Parallelität ist das Maximum aus Maßtoleranz und der Allgemeintoleranz für Geradheit / Ebenheit.